# طبق قربان

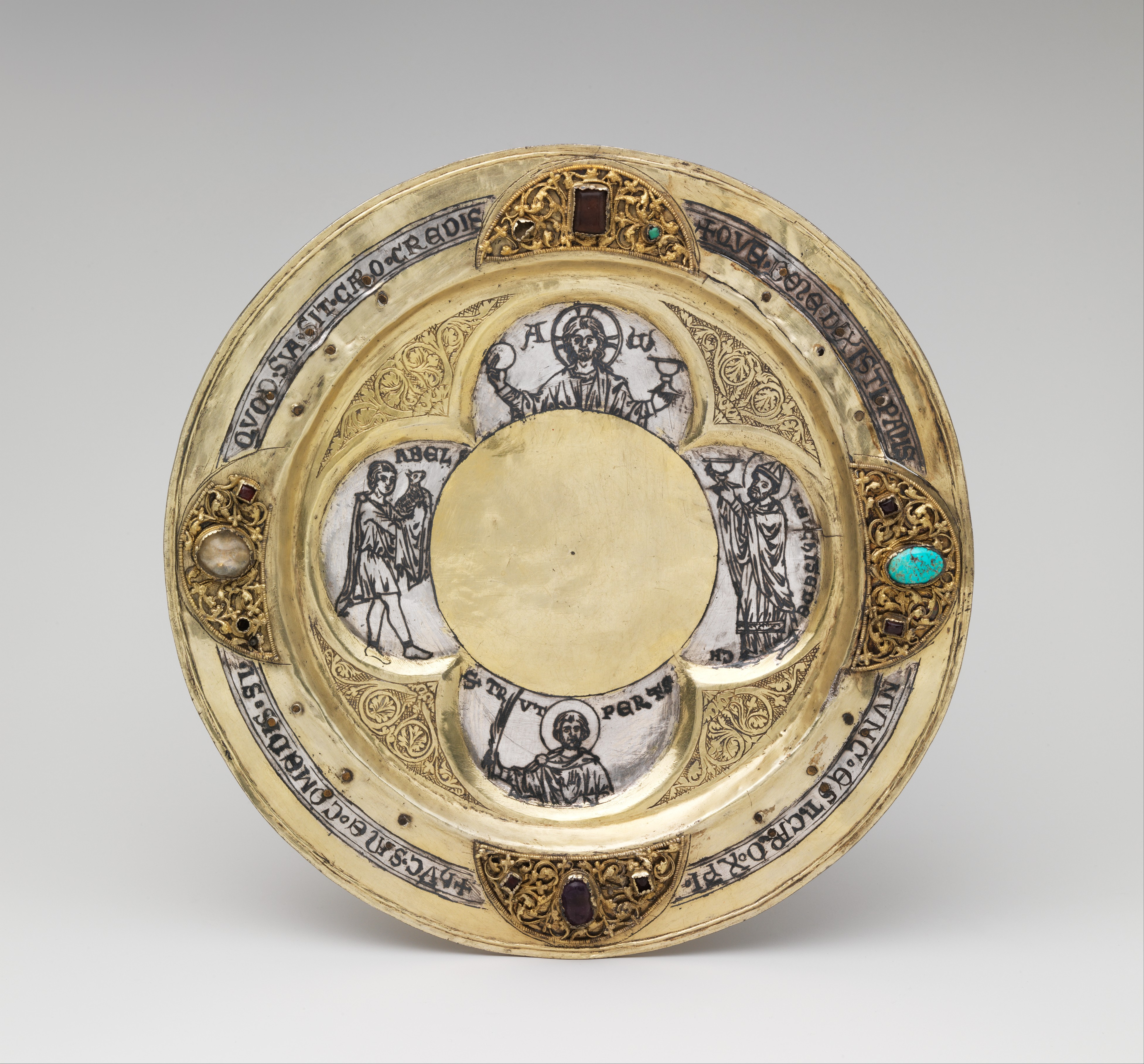
طبق قربان من القرن الثالث عشر وهي الآن جزء من مجموعة متحف للفنون للاحتفال بالقربان المقدس

طبق القربان هو طبق صغير يستخدم أثناء القداس.